# Anisozyga isogamia
Anisozyga isogamia là một loài bướm đêm trong họ Geometridae.